# Titus Krška
Titus Krška (12. srpna 1842 Třebíč – 24. října 1900 Velké Meziříčí) byl zakladatel prvního českého dobrovolného sboru hasičského a jeho první náčelník, byl také starostou České ústřední jednoty hasičské, zakladatelem a členem Hasičské pojišťovny, zakladatelem místního fondu pensijního, zakladatelem a předsedou Invalidního hasičského fondu markrabství moravského, čestným členem mnoha hasičských sborů, redaktorem a vydavatelem časopisu Ochrana hasičská a členem mnoha spolků.

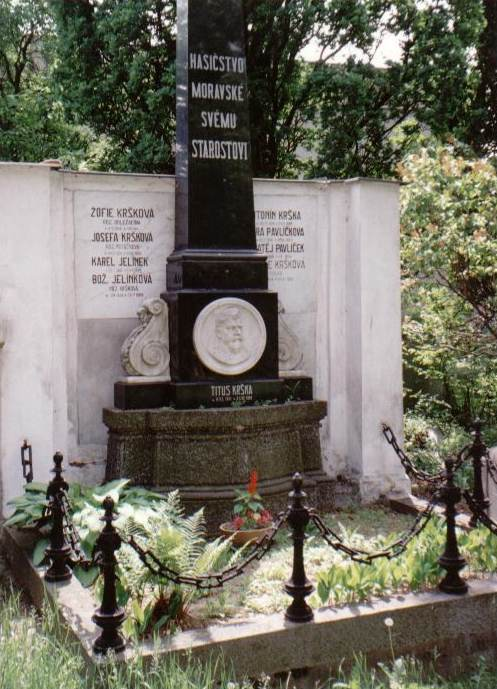
Pomník na hrobu T.Kršky

## Život
Jeho otec byl řezníkem a matka pocházela z Jihlavy. V Třebíči bydleli na náměstí v domě č. 22. Je to renesanční stavba z první poloviny 17. století, zdobená na vápně vyrytými reliéfy, zvaná Černý dům. Titus byl nejmladší z devíti dětí.
V jedenácti letech byl dán na rok do německé školy ve Velkém Harrasu v Rakousku, aby se naučil německému jazyku. V roce 1854 odešel na německou nižší reálku do Jihlavy. Po absolvování prvního ročníku mu zemřel otec a tak musel zanechat studií. Z patnáctiletého studenta se stal písař u c.k. hejtmanství v Třebíči, později přestoupil k okresnímu soudu, kde poznal bídu, do které upadly rodiny po ničivých požárech. V roce 1867 stanul v čele Třebíče český starosta. Ve městě se probouzelo národní uvědomění českého obyvatelstva a této příznivé změny využil Titus Krška v roce 1868 k založení českého dobrovolného sboru hasičského. Krška se stal jeho náčelníkem, cvičitelem a vzdělatelem. Musel vypracovat teorii výcviku, taktiku, české povely, signalizaci a nové potřebné nářadí. Sbor byl složen z českých i německých členů a Krška záhy pocítil nevděk části obyvatelstva a nepřízeň úřadů. Tyto okolnosti ho donutily opustit v roce 1870 Třebíč natrvalo. Po jeho odchodu byl sbor poněmčen. Po přestěhování do Velkého Meziříčí založil Titus Krška Občanskou záložnu, která brzy zanikla. V roce 1871 nastoupil Krška do obecní kanceláře jako účetní, později se stal obecním tajemníkem.  Krška využil svých zkušeností z práce s hasičským sborem a po vypracování stanov, které byly schváleny c.k. místodržitelstvím, dne 21. července 1871 vstoupila v život Dobrovolná jednota hasičská.

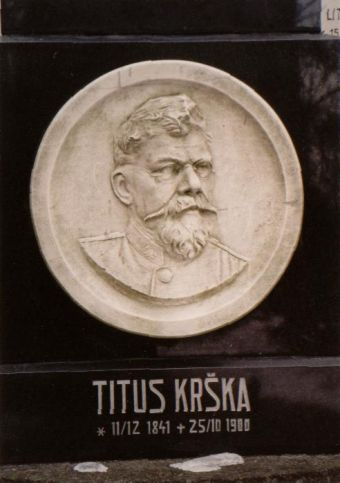
Detail pomníku na hrobu T.Kršky (s chybnými daty narození i úmrtí)

První křest podstoupil meziříčský sbor při požáru věže v roce 1872. Téhož roku bojoval sbor s velkým požárem v Dobré Vodě a největší zásluhy si získal při rázném zásahu v Třebíči, kde hořelo 123 domů. Krška založil v roce 1874 Českou ústřední jednotu hasičskou. V témže roce vydal publikaci Hasičstvo, která se dočkala i druhého vydání a měla vliv na zakládání dalších hasičských sborů. Dále sepsal Služební řád, Cvičební řád a Úlohy dobrovolných sborů hasičských, jakožto sborů ochranných vůbec. Zde vložil Krška i svou myšlenku o zakládání okresních pojišťoven proti ohni. V roce 1892 začal redigovat i vydávat časopis Ochrana hasičská. V roce 1898 byla vydána Krškova velmi obsáhlá Hasičská kronika, která zachytila rozvoj hasičství až do roku vydání této kroniky. Krška se proslavil nejen v teorii, ale byl i známý jako vynálezce v oboru hasičské techniky. Spojky na hadice, kotvice na vytahování hadic, posunovací žebřík[zdroj⁠?!], ochranná maska proti kouři a karabina byly jeho dílem. Založení Hasičské vzájemné pojišťovny, o kterou tolik usiloval, se však již nedožil.
Činnost při požáru tří domů na meziříčském náměstí podlomila jeho zdraví a 24. října 1900 zemřel ve věku 58 let. Pohřben byl na starém hřbitově ve Velkém Meziříčí "na Moráni" u kostelíka Nejsvětější Trojice. Moravské hasičstvo vybudovalo a dne 15. října 1905 odhalilo svému zakladateli na jeho hrobě pomník.

### Založil Invalidní fond pro dobrovolné hasiče
VÝTAH ZE STANOV

schválených c. k. místodržitelstvím dne 24. prosince 1892 č. 46699

Účel spolku.

Spolek tento zřízen za tím účelem, aby účastníci jeho vzájemně se podporovali, tj. aby se dobr.
hasičům když sestárnou a když byli určitou dobu ve službě hasičské působili, stálá podpora a po smrti
jich potřebné pohřebné náklady poskytovaly.

Zřízení spolku.

Spolek se skládá: a) z členů čestných, b) zakládajících, c) podporujících, d) účastníků.

Práva.

Právo na podporu mají pouze účastníci (hasiči činní),když sloužili:

a) zpravidla jako hasič 20 roků, čítaje v to službu vojenskou;

b) sloužil-li hasič méně než 20, avšak alespoň nejméně 10 roků, má právo činiti nároky na fond, musí však platiti dvojnásobný příspěvek roční.

Na hasiče, kteří více než 10 roků, nejméně však 15 roků tak jako na ony, kteří nejméně již 6 roků sloužili a k fondu roku 1893 přistoupili, bude zvláštní zřetel brán a úlevy uděleny.

Příspěvek pro účastníky obnáší ročně 40 kr.